# Antoine Meatchi

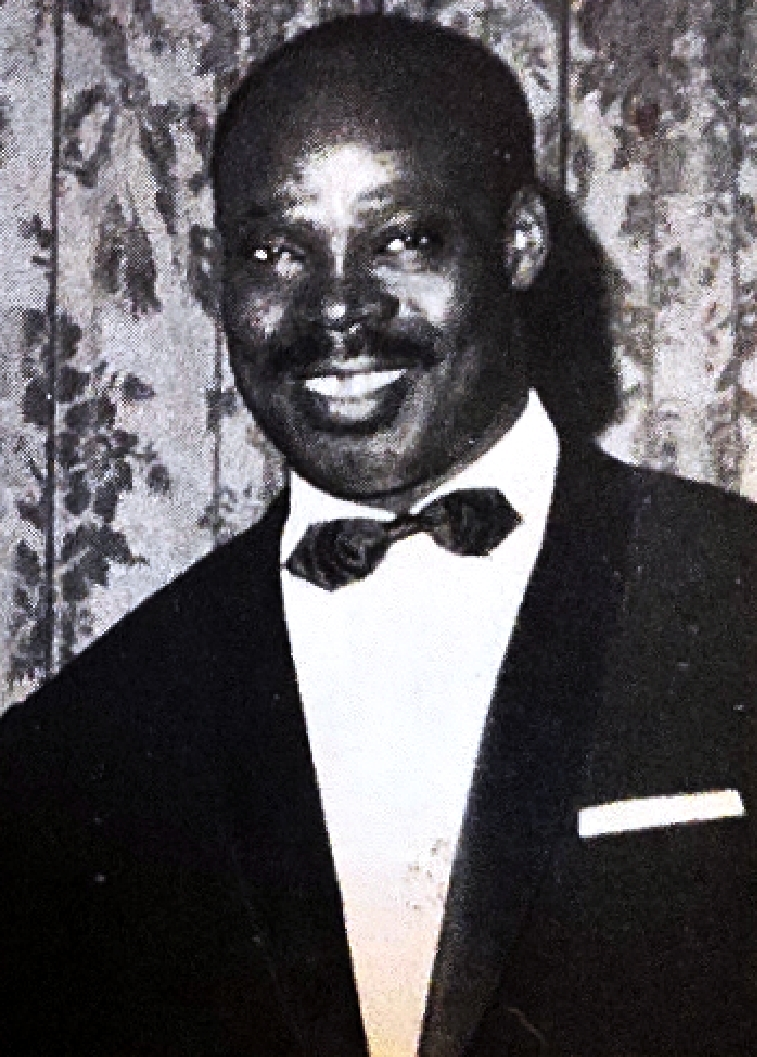
Antoine Meatchi

Antoine Idrissou Meatchi (Sokodé, 13 september 1915 – 26 maart 1984) was een Togolees politicus.
Meatchi was een telg uit een plaatselijke koninklijke familie. Meatchi ontving onderwijs in Bamako (Mali) en Frankrijk. In 1953 keerde hij naar Togo terug en was werkzaam voor de koloniale administratie. Hij was adjunct-directeur van Landbouw en daarna directeur van de landbouwschool van Tové.
Meatchi was een tegenstander van de Togolese nationalisten van de Ewe-bevolkingsgroep en hij richtte de Union des Chefs et des Populations du Nord op. Hij was minister van Landbouw (1956) en van Justitie (1957) in het kabinet van de pro-Franse Nicolas Grunitzky. Nadat Sylvanus Olympio, de leider van het (Ewe) Comité de l'Unité Togolaise (CUT) premier was geworden (1958) weken Grunitzky en Meatchi uit naar Ivoorkust waar Meatchi's partij en de Parti Togolais du Progrès van Grunitzky fuseerden tot de Union Démocratique des Peuples Togolais (UPT). 
Meatchi keerde na verloop van tijd naar Togo terug en werd in de Nationale Assemblée gekozen. Na de onafhankelijkheid van Togo in 1960 werden er in 1961 nieuwe verkiezingen gehouden waarbij Meatchi zijn zetel verloor. Korte tijd daarna werd hij gevangengezet op verdenking van het beramen van een coup. Hij ontsnapte uit de gevangenis en vluchtte naar Benin. Later ging hij naar Accra in Ghana.
Nadat er in januari 1963 een staatsgreep in Togo was gepleegd waarbij president Sylvanus Olympio was gedood, keerde Meatchi naar Togo terug en werd hij door de nieuwe president, partijgenoot Grunitzky, tot vicepresident benoemd. Al spoedig kwam het tot conflicten tussen Meatchi en Grunitzky. Grunitzky en diens aanhangers in het kabinet beschuldigden Meatchi ervan dat zijn aanhangers anti-Grunitzky folders verspreid hadden in Lomé. In november 1966 toen Meatchi op bezoek was in Frankrijk, schafte Grunitzky, met medewerking van het parlement, het vicepresidentschap af. Nadien was hij korte tijd minister van Publieke Werken, maar na de staatsgreep in januari 1967, waarna generaal Étienne Eyadéma aan de macht kwam, werd Meatchi weggepromoveerd als directeur van Landbouw Zaken, een post die hij tot 1978 bleef bekleden. Van 1978 tot 1982 was hij in de privé-sector werkzaam, maar in 1982 werd hij gearresteerd en veroordeeld voor corruptie tijdens zijn directeurschap van Landbouw Zaken.
Meatchi stierf in 1984 in de gevangenis. Zijn vrouw, die in 1981 in het parlement was gekozen, was later lid van Eyadéma's kabinet.